# 2018年杜马化学袭击事件
2018年4月7日，叙利亚城市杜馬疑似遭到化学攻击，据报至少70人死亡。现场医护人员表示遇害者因暴露于氯气和沙林神经毒剂身亡。多份报道将事件归咎于叙利亚政府及其盟友所质疑的叙利亚军队，军队方面否认有所参与和事件发生。

## 背景
据称事件发生在2018年4月7日，其时伊斯兰军反叛势力占据杜马 ，周边地区由拉赫曼军团及沙姆解放组织控制。
禁止化学武器组织和联合国调查显示，巴沙尔·阿萨德的军队在多起袭击事件中使用化学武器。人权观察组织记载，自2013年以来，叙利亚境内共发生85起化学武器袭击。比如，禁止化学武器组织-联合国联合调查机制调查总结称，叙利亚政府此前曾使用化学武器，譬如在2017年的汗谢洪事件中使用沙林。叙利亚政府和俄罗斯声称汗谢洪事件起源于叛军经营的化学武器作坊，可是禁化武组织调查否认了该说法 。对此，美国发动2017年沙伊拉特打击行动回应事件。
据人们强调，2018年1月杜马多次发生化学武器事件，联合国曾考虑派遣调查团，但被俄罗斯否决。一个月前的3月7日和3月11日，杜马据报两度发生规模较小的氯气袭击。2月18日，叙利亚军在东古塔发动攻势驱逐叛军，占领据点。此次行动将东古塔分为三块区域，其中两块由叛军、叙利亚和俄罗斯签署共同疏散协议保住。负隅顽抗中的杜马则在一系列空袭之后面临着地面攻势。
2018年3月13日，俄罗斯联邦武装力量总参谋长瓦列里·格拉西莫夫声称俄罗斯军方接获情报，占据东古塔的叛军策划一起针对平民的化学武器袭击，并将其嫁祸给叙利亚军，美国政府预计会借口轰炸大马士革政府区。他表示，俄罗斯情报人员的性命如果受到威胁，届时会在军事上回击美国针对叙利亚“火箭及其发射平台”的袭击。部分分析人士指出，格拉西莫夫的措辞暗示杜马的化武袭击属于非对称作战战书，已经提前策划，目的是在谢尔盖·斯克里帕尔和其女儿尤利娅被毒害后回应西方国家。

## 袭击
负责监管当地医疗服务的人道主义组织医疗救护及救济组织联盟（Union of Medical Care and Relief Organizations）表示袭击造成17人死亡。现场医护人员报称致死物质是氯气和沙林神经毒剂，而现场视频显示遇害者口吐白沫。叙利亚裔美国人医学会称500多名伤者出现暴露于化学毒剂的症状，此外一枚氯气炸弹卡在杜马一所医院，造成6人死亡，附近一幢大楼受到“混合毒剂”的袭击。叙利亚反对组织表示，目击者称闻到氯气的浓烈气味，威力比此前类似的袭击要大。他们还发布了据称在袭击期间使用的黄色压缩气瓶的照片。依照症状和受害者感染的速度，医护人员和专家认为事件中使用的是氯气及其他气体的混合体，或是神经毒剂。

## 后续
事发翌日，控制杜马的全部叛军和政府达成撤離协议。
4月9日凌晨，提亚斯空军基地遭到空袭，多人死亡。美国否认发动空袭，以色列政府女发言人没有评论。俄罗斯认为以色列的两架F-15I战斗机参与了行动，它们从黎巴嫩的領空发射了八枚导弹，其中五枚被拦截。叙利亚人权观察室表示至少14人死亡，更多人受伤。马斯达尔报报道指死者中有7名伊朗士兵。
4月10日，联合国安理会成员国在处置化学袭击的决议上出现分歧。美、法、英否决俄方提出的决议，俄方否决了美方“设立新调查机制确定叙利亚的化学武器袭击的责任方”的决议。同日，叙利亚和俄方邀请禁止化学武器组织派团调查袭击。调查团于4月14日抵达，然而俄方和叙利亚以不能保证安全为由阻止他们进入杜马。美国大使肯尼思·沃德（Kenneth Ward）认为俄罗斯意圖隐瞒证据，有可能已在袭击地点做手腳，阻扰调查团实地调查，俄罗斯外交部长谢尔盖·维克托罗维奇·拉夫罗夫否认指控。4月17日，调查局获准进入杜马。
4月14日，美、法、英联合轰炸了四个叙利亚政府的目标。
包括白头盔在内的多个救援、观察和活动组织称叙利亚军方直升机在杜马城投放桶装炸弹。炸弹疑似装满氯气和沙林气等化学弹药，造成部分居民严重抽搐，另有人窒息。在叙利亚政府的监督下，员罗柏·费斯克视察事发地点，但在4月16日自行“离开”展开调查。当地民众交给他一卷录像带，说被叙利亚政府大炮炮击后，灰尘四散使得他们缺氧。CBS记者赛斯·多恩也在4月16日来到杜马，一位邻居表示令人窒息的气体闻起来像是氯气。一名男子带他到据称受影响的地区，展示“完好无损遗留下来的导弹”。调查叙利亚内战的公民记者和博客主艾略特·希金斯根据地理位置、视频和开放证据总结称投掷氯气弹的直升机来自杜迈尔机场。

## 各方反应
俄罗斯和伊朗称杜马袭击是假旗行动。
4月8日，俄罗斯外交部否认使用化学武器，谴责“政府军使用氯气及其他化学毒剂的一系列假新闻”是另一个例子。几天后，俄罗斯军方表示白头盔组织的成员拍摄了伪造的袭击事件，俄罗斯专家4月9日调查现场没有检测到任何化学武器的痕迹。国防部发言人伊戈尔·科纳申科夫表示俄罗斯有证据表明“英国直接参与”了他所谓的“东古塔挑衅”的组织过程。4月13日，国防部表示，英国“策划”袭击挑拨美国空袭。4月16日，禁止化学武器组织驻俄罗斯特使亚历山大·舒尔金表示俄罗斯持有“无可辩驳的证据”表明杜马的袭击是系英国情报部门和为叙利亚境外敌对势力卖命的“假人道主义非政府组织”伪造。
4月10日，美国总统唐纳德·特朗普、英国首相特蕾莎·梅和法国总统埃马纽埃尔·马克龙在联合电话会谈后发布声明，“一致同意国际社会需要作出回应，维持全球范围内使用化学武器的禁令”。4月12日，马克龙表示持有叙利亚政府利用化学武器袭击杜马镇的证据，表示至少使用了氯气。英国外交大臣鲍里斯·约翰逊表示对于化武袭击的报道，“这些最新的报道必将受到紧急调查，国际社会必须回应”，“禁止化学武器组织的调查人员正研究叙利亚使用化学武器的报告，我们将全力支持。”他还一概谴责了使用化学武器，表示“为使用化学武器负责任的人失去了所有的道德操守，必须被记录下来。”
特朗普在Twitter上谴责袭击，严词批评俄罗斯，表示“这场发生在叙利亚的丧心病狂的化学武器有许多死者，包括妇女和儿童。暴行区域已经被叙利亚军方封锁和包围，使得它完全对外隔绝。普京总统、俄罗斯和伊朗必须为支持畜生阿萨德负责。必须要附上巨大的代价。立即向医疗救助和勘验团队开放区域。不管怎么说，这又是一场人道主义灾难。疯了！”特朗普取消了参加第8届美洲国家首脑会议的行程，派副总统迈克·彭斯代替他。
欧洲联盟发表声明，表示“证据表明政权又策划了一起化学袭击”，“强烈关切化学武器，特别是针对平民的继续使用。欧盟最强烈地谴责化学武器的使用，呼吁国际社会立即作出反应”，同时呼吁联合国安理会查明肇事者及俄罗斯和伊朗是否影响阿萨德发动袭击。
2018年7月6日，禁止化学武器组织发布中期报告，指在调查样本和爆炸残留物中发现多种卤化有机化合物（二氯乙酸、三氯乙酸、氯酚、二氯苯酚、溴甲酰氯、水合氯醛等），但指定的实验室03表示没有检测到化学武器公约附表中的化学品及与神经毒剂有关的化学品。2018年9月，联合国叙利亚调查委员会报告：“4月7日全天，杜马遭遇连番空袭，多处居民区被袭击。委员会收集大量证据，表明当晚大约7点30分，一枚由直升机运送的氯气瓶撞到了位于Shohada广场西南约100米处的多层住宅公寓楼。委员会收到有关至少49人死亡和最多650人受伤的信息。”
经过长达半年的检测，调查了证据，采访了目击者，咨询了哈金斯和麻省理工学院西奥多·帕斯托等专家，詹姆斯·哈金（James Harkin）在《The Intercept》杂志上总结称，叙利亚军方的直升机于2018年4月7日在杜马投放了两枚两个氯罐炸弹。哈金斯指出，过去叙利亚军方发动的氯气袭击并未造成人员伤亡，假设了叙利亚军队在杜马动用氯气和之前使用沙林毒气相反，是为了在民众中制造恐慌，而非杀死平民。其中一枚气罐未释放载荷，没有造成伤亡，但另一个罐子以意想不到的角度撞向公寓楼的薄弱屋顶，释放出高浓度的氯，几分钟之内便杀死了大楼中的人。哈金表示，惊慌失措的居民涌入附近的医院，疯传的新闻画面中浇水的人们，正如俄罗斯和叙利亚政府所声称，并非化武袭击的幸存者，不过只是常规武器和吸入烟雾的受害者。